# Jeu par navigateur
Le jeu par navigateur ou jeu sur navigateur est un type de jeu en ligne qui se joue par l'intermédiaire d'un navigateur, directement à partir du Web, sans besoin d'installation ni de téléchargement.

## Description

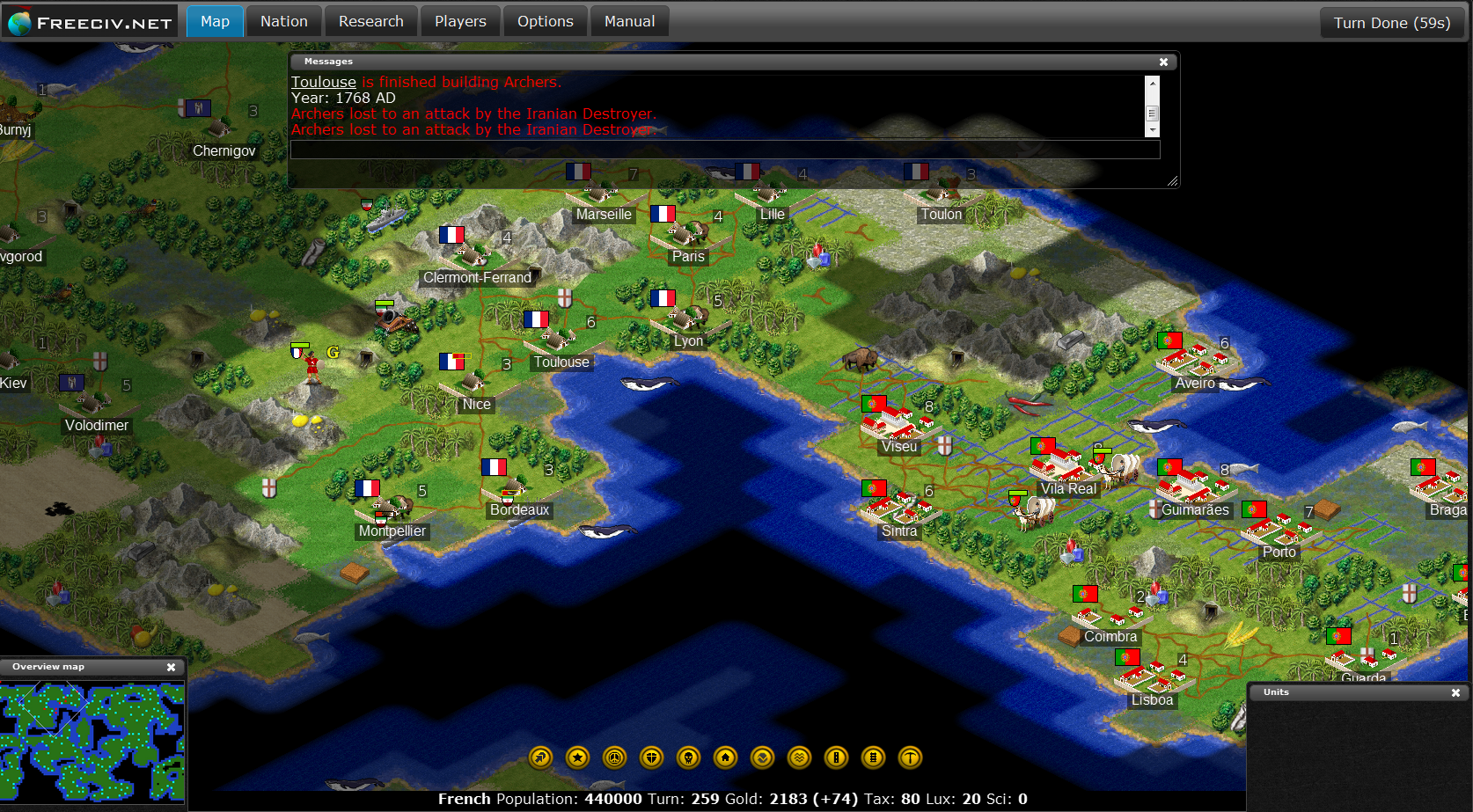
Freeciv en mode navigateur.

Les objectifs de ces jeux sont variés : simulation, gestion (élevage, ville, club sportif, etc.), jeux de stratégie, jeux de rôle, etc. Ils sont souvent gratuits, ou alors proposent un système d'abonnement ou une boutique en ligne (appelée Item shop). Les nouvelles possibilités des réseaux sociaux du Web 2.0 permettent également la création de jeux par navigateur, donnant naissance aux Social games (ou Social network games). Parfois, une partie peut durer des semaines, des mois, voire plusieurs années ; ceci survient notamment quand les jeux se déroulent en temps réel et évoluent même quand le joueur est déconnecté.
Le terme reste néanmoins vague et sujet à confusion, car les jeux disponibles sont parfois nommés en fonction de la technologie employée (Flash, Java, PHP, jeu par forum, etc.), parfois en fonction du nombre de joueurs (jeux en solo ou multijoueur), parfois en fonction du rythme propre au jeu (temps réel, jeu par correspondance, asynchrone — tour par tour, forum... — etc.). Les contraintes liées au réseau Internet imposent de veiller, entre autres, à la gestion des données et à la taille des images et des animations ; beaucoup de jeux intègrent des technologies Ajax pour une plus grande interactivité. Des programmes automatisés et périodiques  (cron) permettent de gérer les éléments répétitifs du jeu (exemple : à minuit, tous les personnages gagnent un salaire journalier). Les jeux .io les plus populaires sont Agar.io, Slither.io.
Dans le passé, de nombreux jeux étaient créés avec Adobe Flash, mais ils ne peuvent plus être joués dans les principaux navigateurs, tels que Google Chrome, Safari et Firefox.
Des milliers de ces jeux ont été préservés par le projet Flashpoint.

## Genres originaux ou popularisés
Plusieurs genres de jeux ont été développés à l'origine comme des jeux par navigateur ou ont été popularisés par eux. Il s'agit notamment de:
- Un jeu de déguisement, rendu populaire par les jeux Flash de la fin des années 2000[4].
- Le coureur à l'infini. Des éléments du genre étaient présents dans certains jeux dès les années 1980, mais c'est le jeu par navigateur Canabalt en 2009 qui a popularisé le genre[5],[6].
- . io - Un genre de jeu en ligne gratuit et multijoueur qui a gagné en popularité avec le succès d'Agar. io en 2015. Les jeux se caractérisent généralement par des graphismes simples et un gameplay dans une arène multijoueurs libre de toute contrainte. Le terme ". io" provient du domaine. io, qui était à l'origine attribué au territoire britannique de l'océan Indien[7], mais qui est devenu populaire parmi les développeurs de jeux en raison de sa courte durée et de son caractère mémorable.
- Jeux sur les médias sociaux - Jeux qui s'appuient sur les médias sociaux. Apparu à la fin des années 2000, il a donné lieu à des succès comme FarmVille et Mafia Wars.
- Tour de défense - Certains éléments de ce genre étaient présents dès Rampart (1990)[8], mais ils ont été popularisés par les jeux basés sur Flash depuis la fin des années 2000. En particulier, le mod Warcraft III Element TD a été adapté pour Flash en janvier 2007 et a suscité une vague d'intérêt pour ce média.

Dans le navigateur Chrome, lorsqu'il n'y a pas de connexion Internet et que le message d'erreur "No Internet" s'affiche, le tyrannosaure rex "8-bit" s'affiche en haut, mais lorsque vous appuyez sur la barre d'espacement de votre clavier, que vous cliquez dessus ou que vous tapez sur les appareils tactiles, le tyrannosaure saute instantanément et se précipite à travers un désert couvert de cactus, révélant qu'il s'agit d'un jeu de plateforme en forme d'œuf de Pâques. Sebastian Gabriel, développeur de Chrome, explique que leur jeu sans Internet est une référence à la préhistoire, des millions d'années avant le boom technologique. Le style pixellisé du jeu est une référence aux illustrations des bogues du navigateur de Google. Le jeu lui-même est une course sans fin, et il n'y a pas de limite de temps pour le jeu, qui progresse plus rapidement et se teinte périodiquement en arrière-plan noir. Le responsable de l'école ou de l'entreprise peut arrêter le jeu.